# Circunscrições eclesiásticas católicas do Brasil

O mapa apresenta as 19 regionais da CNBB no Brasil, cada uma refletindo a organização da Conferência Nacional dos Bispos do Brasil (CNBB), com presidências regionais e bispos responsáveis pelas diversas áreas de evangelização, abrangendo os 26 estados e o Distrito Federal.

As circunscrições eclesiásticas católicas do Brasil abrangem as dioceses do Rito Latino, que seguem o Rito Romano e outros ritos litúrgicos latinos, além de eparquias das Igrejas Católicas Orientais, que utilizam ritos cristãos orientais e estão em plena comunhão com o Papa em Roma. O Ordinariato Militar do Brasil não é considerado uma diocese metropolitana, mas uma jurisdição especial. A Igreja Católica no Brasil é composta por 280 igrejas particulares, distribuídas pelos 26 Estados do Brasil e no Distrito Federal e confiadas ao governo de um respectivo Bispo, nomeado pelo Papa. São, ao todo, 217 dioceses territoriais, 48 arquidioceses territoriais, 7 prelazias, 3 eparquias, 1 exarcado, 1 Ordinariato Militar do Brasil (que atende membros das Forças Armadas e seus dependentes) no Rito Latino; além de 1 ordinariato para os fiéis de rito oriental, 1 Administração apostólica e 1 arquieparquia.

## Terminologia
O pastor de uma igreja particular deve ser ordenado episcopalmente, com títulos que variam: arcebispo para uma arquidiocese, bispo para uma diocese, arquieparca para uma arquieparquia, eparca para uma eparquia, e exarca para um exarcado. Todos são membros plenos da CNBB, exceto bispos auxiliares e eméritos, que participam sem direito a voto. No Brasil, cada arcebispo (exceto o do Ordinariato Militar) é metropolita de uma província eclesiástica, cujas fronteiras geralmente seguem limites estaduais ou municipais. A Igreja Greco-Católica Ucraniana opera uma eparquia de âmbito nacional.
No Rito Romano, as (arqui)dioceses são nomeadas pela cidade da catedral (sede), com exceções como a Arquidiocese de São Paulo (mudança populacional), Diocese de Santo André (união de dioceses) ou Arquidiocese de Rio de Janeiro (conveniência política). Bispos sem dioceses incluem coadjutores (com sucessão automática), eméritos, auxiliares, e titulares de jurisdições extintas ou da Cúria Romana.

## Lista de Arquidioceses:
São José do Rio Preto
| Brasão | Arquidiocese                    |
| ------ | ------------------------------- |
| Brasão | Aparecida                       |
| Brasão | Aracaju                         |
| Brasão | Belém do Pará                   |
| Brasão | Belo Horizonte                  |
| Brasão | Botucatu                        |
| Brasão | Brasília                        |
| Brasão | Campinas                        |
| Brasão | Campo Grande                    |
| Brasão | Cascavel                        |
| Brasão | Chapecó                         |
| Brasão | Cuiabá                          |
| Brasão | Curitiba                        |
| Brasão | Diamantina                      |
| Brasão | Feira de Santana                |
| Brasão | Florianópolis                   |
| Brasão | Fortaleza                       |
| Brasão | Manaus                          |
| Brasão | Olinda e Recife                 |
| Brasão | Porto Alegre                    |
| Brasão | Porto Velho                     |
| Brasão | Pouso Alegre                    |
| Brasão | Ribeirão Preto                  |
| Brasão | Santarém                        |
| Brasão | Santa Maria                     |
| Brasão | São Luís do Maranhão            |
| Brasão | Vitória da Conquista            |
| Brasão | Militar                         |
| Brasão | Campos                          |
| Brasão | São Paulo                       |
| Brasão | São Salvador da Bahia           |
| Brasão | São Sebastião do Rio de Janeiro |
| Brasão | Sorocaba                        |
| Brasão | Teresina                        |
| Brasão | Uberaba                         |
| Brasão | Palmas                          |
| Brasão | Paraíba                         |
| Brasão | Passo Fundo                     |
| N      | Goiânia                         |
| Brasão | Joinville                       |
| Brasão | Juiz de Fora                    |
| Brasão | Londrina                        |
| Brasão | Maceió                          |
| Brasão | Mariana                         |
| Brasão | Maringá                         |
| N      | Montes Claros                   |
| Brasão | Natal                           |
| Brasão | Niterói                         |
| N      | Pelotas                         |
| N      | Vitória do Espírito Santo       |

## Regionais da CNBB
Atualmente, a CNBB está dividida em 19 Regionais territoriais. Em cada um deles, se reproduz a estrutura de organização da sede da CNBB, contanto com presidência e bispos referenciais das diversas áreas da ação evangelizadora da Igreja. Além disso, cada uma das unidades conta com sede e colaboradores para agilizar a organização da administração e da contabilidade, contando ainda com um secretário-executivo.

### NORTE I (AM, RR)
- Presidente: Leonardo Steiner
- Vice-Presidente: Adolfo Zon Pereira
- Secretário: José Altevir da Silva
- Secretário Executivo: Ir. Roselei Bertoldo

#### Província Eclesiástica de Manaus
| Mapa e Brasão da Arquidiocese | Dioceses Sufragâneas                | Criação |
| ----------------------------- | ----------------------------------- | ------- |
| Arquidiocese de Manaus (1952) | Prelazia de Tefé                    | 1950    |
| Arquidiocese de Manaus (1952) | Diocese de Parintins                | 1955    |
| Arquidiocese de Manaus (1952) | Prelazia de Itacoatiara             | 1963    |
| Arquidiocese de Manaus (1952) | Diocese de Roraima                  | 1979    |
| Arquidiocese de Manaus (1952) | Diocese de São Gabriel da Cachoeira | 1980    |
| Arquidiocese de Manaus (1952) | Diocese de Alto Solimões            | 1991    |
| Arquidiocese de Manaus (1952) | Diocese de Coari                    | 2013    |
| Arquidiocese de Manaus (1952) | Diocese de Borba                    | 2022    |

### NORTE II (PA, AP)
- Presidente: Irineu Roman, CSJ
- Vice-Presidente: José Maria Chaves dos Reis
- Secretário: Antônio de Assis Ribeiro, S.D.B.
- Secretária Executiva: Cristiane Araújo Queiroz

#### Província Eclesiástica de Belém do Pará
| Mapa e Brasão da Arquidiocese        | Dioceses Sufragâneas        | Criação |
| ------------------------------------ | --------------------------- | ------- |
| Arquidiocese de Belém do Pará (1906) | Prelazia de Marajó          | 1928    |
| Arquidiocese de Belém do Pará (1906) | Diocese de Marabá           | 1979    |
| Arquidiocese de Belém do Pará (1906) | Diocese de Ponta de Pedras  | 1979    |
| Arquidiocese de Belém do Pará (1906) | Diocese de Bragança do Pará | 1979    |
| Arquidiocese de Belém do Pará (1906) | Diocese de Macapá           | 1980    |
| Arquidiocese de Belém do Pará (1906) | Diocese de Abaetetuba       | 1981    |
| Arquidiocese de Belém do Pará (1906) | Diocese de Castanhal        | 2004    |
| Arquidiocese de Belém do Pará (1906) | Diocese de Cametá           | 2013    |

#### Província Eclesiástica de Santarém
| Mapa e Brasão da Arquidiocese   | Dioceses Sufragâneas          | Criação |
| ------------------------------- | ----------------------------- | ------- |
| Arquidiocese de Santarém (2019) | Prelazia de Itaituba          | 1988    |
| Arquidiocese de Santarém (2019) | Diocese de Óbidos             | 2011    |
| Arquidiocese de Santarém (2019) | Diocese de Xingu-Altamira     | 2019    |
| Arquidiocese de Santarém (2019) | Prelazia de Alto Xingu-Tucumã | 2019    |

### NORTE III (TO, PA, MT)
- Presidente: Pedro Brito Guimarães
- Vice-Presidente: Philip Eduard Roger Dickmans
- Secretário: Wellington de Queiroz Vieira
- Secretário Executivo: Pe. Heldeir Gomes Carneiro

#### Província Eclesiástica de Palmas
| Mapa e Brasão da Arquidiocese | Dioceses Sufragâneas                        | Criação |
| ----------------------------- | ------------------------------------------- | ------- |
| Arquidiocese de Palmas (1996) | Diocese de Porto Nacional                   | 1915    |
| Arquidiocese de Palmas (1996) | Prelazia de São Félix                       | 1969    |
| Arquidiocese de Palmas (1996) | Diocese de Santíssima Conceição do Araguaia | 1979    |
| Arquidiocese de Palmas (1996) | Diocese de Tocantinópolis                   | 1980    |
| Arquidiocese de Palmas (1996) | Diocese de Miracema do Tocantins            | 1989    |
| Arquidiocese de Palmas (1996) | Diocese de Cristalândia                     | 2019    |
| Arquidiocese de Palmas (1996) | Diocese de Araguaína                        | 2023    |

### NORDESTE I (CE)
- Presidente: Magnus Henrique Lopes
- Vice-Presidente: José Luiz Gomes de Vasconcelos
- Secretário: Geraldo Freire Soares
- Secretário Executivo: Pe. Francisco Macerlândio Teixeira Gomes

#### Província Eclesiástica de Fortaleza
| Mapa e Brasão da Arquidiocese    | Dioceses Sufragâneas         | Criação |
| -------------------------------- | ---------------------------- | ------- |
| Arquidiocese de Fortaleza (1915) | Diocese de Crato             | 1914    |
| Arquidiocese de Fortaleza (1915) | Diocese de Sobral            | 1915    |
| Arquidiocese de Fortaleza (1915) | Diocese de Limoeiro do Norte | 1938    |
| Arquidiocese de Fortaleza (1915) | Diocese de Iguatu            | 1961    |
| Arquidiocese de Fortaleza (1915) | Diocese de Crateús           | 1963    |
| Arquidiocese de Fortaleza (1915) | Diocese de Itapipoca         | 1971    |
| Arquidiocese de Fortaleza (1915) | Diocese de Quixadá           | 1971    |
| Arquidiocese de Fortaleza (1915) | Diocese de Tianguá           | 1971    |

### NORDESTE II (AL, PB, PE, RN)
- Presidente: Francisco de Sales Alencar Batista
- Vice-Presidente: Antônio Carlos Cruz Santos
- Secretário: José Luiz Ferreira Salles
- Secretário Executivo: Pe. Agenor Guedes Filho, OSB

#### Província Eclesiástica de Olinda e Recife
| Mapa e Brasão da Arquidiocese          | Dioceses Sufragâneas             | Criação |
| -------------------------------------- | -------------------------------- | ------- |
| Arquidiocese de Olinda e Recife (1910) | Diocese de Floresta              | 1910    |
| Arquidiocese de Olinda e Recife (1910) | Diocese de Pesqueira             | 1910    |
| Arquidiocese de Olinda e Recife (1910) | Diocese de Garanhuns             | 1918    |
| Arquidiocese de Olinda e Recife (1910) | Diocese de Nazaré                | 1918    |
| Arquidiocese de Olinda e Recife (1910) | Diocese de Petrolina             | 1923    |
| Arquidiocese de Olinda e Recife (1910) | Diocese de Caruaru               | 1948    |
| Arquidiocese de Olinda e Recife (1910) | Diocese de Afogados da Ingazeira | 1956    |
| Arquidiocese de Olinda e Recife (1910) | Diocese de Palmares              | 1962    |
| Arquidiocese de Olinda e Recife (1910) | Diocese de Salgueiro             | 2010    |

#### Província Eclesiástica da Paraíba
| Mapa e Brasão da Arquidiocese  | Dioceses Sufragâneas      | Criação |
| ------------------------------ | ------------------------- | ------- |
| Arquidiocese da Paraíba (1914) | Diocese de Cajazeiras     | 1914    |
| Arquidiocese da Paraíba (1914) | Diocese de Campina Grande | 1949    |
| Arquidiocese da Paraíba (1914) | Diocese de Patos          | 1959    |
| Arquidiocese da Paraíba (1914) | Diocese de Guarabira      | 1980    |

#### Província Eclesiástica de Maceió
| Mapa e Brasão da Arquidiocese | Dioceses Sufragâneas           | Criação |
| ----------------------------- | ------------------------------ | ------- |
| Arquidiocese de Maceió (1920) | Diocese de Penedo              | 1916    |
| Arquidiocese de Maceió (1920) | Diocese de Palmeira dos Índios | 1962    |

#### Província Eclesiástica de Natal
| Mapa e Brasão da Arquidiocese responsável | Dioceses Sufragâneas | Criação |
| ----------------------------------------- | -------------------- | ------- |
| Arquidiocese de Natal (1952)              | Diocese de Mossoró   | 1934    |
| Arquidiocese de Natal (1952)              | Diocese de Caicó     | 1939    |

### NORDESTE III (BA, SE)
- Presidente: Dirceu de Oliveira Medeiros
- Vice-Presidente: José Genivaldo Garcia
- Secretário: Dorival Souza Barreto Júnior
- Secretário Executivo: Maria Inês de Sousa Santos

#### Província Eclesiástica de São Salvador da Bahia
| Mapa e Brasão da Arquidiocese                | Dioceses Sufragâneas                     | Criação |
| -------------------------------------------- | ---------------------------------------- | ------- |
| Arquidiocese de São Salvador da Bahia (1676) | Diocese de Ilhéus                        | 1913    |
| Arquidiocese de São Salvador da Bahia (1676) | Diocese de Amargosa                      | 1941    |
| Arquidiocese de São Salvador da Bahia (1676) | Diocese de Teixeira de Freitas-Caravelas | 1962    |
| Arquidiocese de São Salvador da Bahia (1676) | Diocese de Alagoinhas                    | 1974    |
| Arquidiocese de São Salvador da Bahia (1676) | Diocese de Itabuna                       | 1978    |
| Arquidiocese de São Salvador da Bahia (1676) | Diocese de Eunápolis                     | 1996    |
| Arquidiocese de São Salvador da Bahia (1676) | Diocese de Camaçari                      | 2010    |
| Arquidiocese de São Salvador da Bahia (1676) | Diocese de Cruz das Almas                | 2017    |

#### Província Eclesiástica de Aracaju
| Mapa e Brasão da Arquidiocese  | Dioceses Sufragâneas | Criação |
| ------------------------------ | -------------------- | ------- |
| Arquidiocese de Aracaju (1960) | Diocese de Estância  | 1960    |
| Arquidiocese de Aracaju (1960) | Diocese de Propriá   | 1960    |

#### Província Eclesiástica de Vitória da Conquista
| Mapa e Brasão da Arquidiocese               | Dioceses Sufragâneas                   | Criação |
| ------------------------------------------- | -------------------------------------- | ------- |
| Arquidiocese de Vitória da Conquista (2002) | Diocese de Caetité                     | 1913    |
| Arquidiocese de Vitória da Conquista (2002) | Diocese de Bom Jesus da Lapa           | 1962    |
| Arquidiocese de Vitória da Conquista (2002) | Diocese de Livramento de Nossa Senhora | 1967    |
| Arquidiocese de Vitória da Conquista (2002) | Diocese de Jequié                      | 1978    |

#### Província Eclesiástica de Feira de Santana
| Mapa e Brasão da Arquidiocese           | Dioceses Sufragâneas    | Criação |
| --------------------------------------- | ----------------------- | ------- |
| Arquidiocese de Feira de Santana (2002) | Diocese de Barra        | 1913    |
| Arquidiocese de Feira de Santana (2002) | Diocese de Bonfim       | 1933    |
| Arquidiocese de Feira de Santana (2002) | Diocese de Ruy Barbosa  | 1959    |
| Arquidiocese de Feira de Santana (2002) | Diocese de Juazeiro     | 1962    |
| Arquidiocese de Feira de Santana (2002) | Diocese de Paulo Afonso | 1971    |
| Arquidiocese de Feira de Santana (2002) | Diocese de Barreiras    | 1979    |
| Arquidiocese de Feira de Santana (2002) | Diocese de Irecê        | 1980    |
| Arquidiocese de Feira de Santana (2002) | Diocese de Serrinha     | 2005    |

### NORDESTE IV (PI)
- Presidente: Juarez Sousa da Silva
- Vice-Presidente: Francisco de Assis Gabriel dos Santos
- Secretário: Edilson Soares Nobre
- Secretário Executivo: Pe. Ataan Nerson de Castro Brito

#### Província Eclesiástica de Teresina
| Mapa e Brasão da Arquidiocese   | Dioceses Sufragâneas             | Criação |
| ------------------------------- | -------------------------------- | ------- |
| Arquidiocese de Teresina (1952) | Diocese de Oeiras                | 1944    |
| Arquidiocese de Teresina (1952) | Diocese de Parnaíba              | 1944    |
| Arquidiocese de Teresina (1952) | Diocese de Picos                 | 1974    |
| Arquidiocese de Teresina (1952) | Diocese de Campo Maior           | 1976    |
| Arquidiocese de Teresina (1952) | Diocese de São Raimundo Nonato   | 1981    |
| Arquidiocese de Teresina (1952) | Diocese de Bom Jesus do Gurgueia | 1981    |
| Arquidiocese de Teresina (1952) | Diocese de Floriano              | 2008    |

### NORDESTE V (MA)
- Presidente: Juarez Sousa da Silva
- Vice-Presidente: Francisco de Assis Gabriel dos Santos
- Secretário: Edilson Soares Nobre
- Secretário Executivo: Pe. Ataan Nerson de Castro Brito

#### Província Eclesiástica de São Luís do Maranhão
| Mapa e Brasão da Arquidiocese               | Dioceses Sufragâneas          | Criação |
| ------------------------------------------- | ----------------------------- | ------- |
| Arquidiocese de São Luís do Maranhão (1922) | Diocese de Caxias do Maranhão | 1939    |
| Arquidiocese de São Luís do Maranhão (1922) | Diocese de Zé Doca            | 1951    |
| Arquidiocese de São Luís do Maranhão (1922) | Diocese de Viana (Brasil)     | 1962    |
| Arquidiocese de São Luís do Maranhão (1922) | Diocese de Bacabal            | 1968    |
| Arquidiocese de São Luís do Maranhão (1922) | Diocese de Brejo              | 1971    |
| Arquidiocese de São Luís do Maranhão (1922) | Diocese de Coroatá            | 1977    |
| Arquidiocese de São Luís do Maranhão (1922) | Diocese de Pinheiro           | 1979    |
| Arquidiocese de São Luís do Maranhão (1922) | Diocese de Carolina           | 1979    |
| Arquidiocese de São Luís do Maranhão (1922) | Diocese de Balsas             | 1981    |
| Arquidiocese de São Luís do Maranhão (1922) | Diocese de Grajaú             | 1984    |
| Arquidiocese de São Luís do Maranhão (1922) | Diocese de Imperatriz         | 1987    |

### LESTE 1 (RJ)
- Presidente: Gilson Andrade da Silva
- Vice-Presidente: Luiz Henrique da Silva Brito
- Secretário: Antônio Luiz Catelan Ferreira
- Secretário Executivo: Pe. Jovane da Rosa Carmo

#### Província Eclesiástica de São Sebastião do Rio de Janeiro
| Mapa e Brasão da Arquidiocese         | Dioceses Sufragâneas                    | Criação |
| ------------------------------------- | --------------------------------------- | ------- |
| Arquidiocese do Rio de Janeiro (1892) | Diocese de Barra do Piraí-Volta Redonda | 1922    |
| Arquidiocese do Rio de Janeiro (1892) | Diocese de Valença                      | 1925    |
| Arquidiocese do Rio de Janeiro (1892) | Diocese de Nova Iguaçu                  | 1960    |
| Arquidiocese do Rio de Janeiro (1892) | Diocese de Itaguaí                      | 1980    |
| Arquidiocese do Rio de Janeiro (1892) | Diocese de Duque de Caxias              | 1980    |

#### Província Eclesiástica de Niterói
| Mapa e Brasão da Arquidiocese  | Dioceses Sufragâneas                                    | Criação |
| ------------------------------ | ------------------------------------------------------- | ------- |
| Arquidiocese de Niterói (1960) | Diocese de Campos                                       | 1922    |
| Arquidiocese de Niterói (1960) | Diocese de Petrópolis                                   | 1946    |
| Arquidiocese de Niterói (1960) | Diocese de Nova Friburgo                                | 1960    |
| Arquidiocese de Niterói (1960) | Administração Apostólica Pessoal São João Maria Vianney | 2002    |

### LESTE 2 (MG)
- Presidente: José Carlos de Souza Campos
- Vice-Presidente: Airton José dos Santos
- Secretário: Joel Maria dos Santos
- Secretário Executivo: Pe. Rodrigo Souza da Silva

#### Província Eclesiástica de Mariana
| Mapa e Brasão da Arquidiocese  | Dioceses Sufragâneas            | Criação |
| ------------------------------ | ------------------------------- | ------- |
| Arquidiocese de Mariana (1906) | Diocese de Caratinga            | 1915    |
| Arquidiocese de Mariana (1906) | Diocese de Governador Valadares | 1956    |
| Arquidiocese de Mariana (1906) | Diocese de Itabira-Fabriciano   | 1965    |

#### Província Eclesiástica de Diamantina
| Mapa e Brasão da Arquidiocese     | Dioceses Sufragâneas     | Criação |
| --------------------------------- | ------------------------ | ------- |
| Arquidiocese de Diamantina (1917) | Diocese de Araçuaí       | 1913    |
| Arquidiocese de Diamantina (1917) | Diocese de Teófilo Otoni | 1960    |
| Arquidiocese de Diamantina (1917) | Diocese de Almenara      | 1981    |
| Arquidiocese de Diamantina (1917) | Diocese de Guanhães      | 1985    |

#### Província Eclesiástica de Belo Horizonte
| Mapa e Brasão da Arquidiocese         | Dioceses Sufragâneas   | Criação |
| ------------------------------------- | ---------------------- | ------- |
| Arquidiocese de Belo Horizonte (1924) | Diocese de Luz         | 1918    |
| Arquidiocese de Belo Horizonte (1924) | Diocese de Oliveira    | 1941    |
| Arquidiocese de Belo Horizonte (1924) | Diocese de Sete Lagoas | 1955    |
| Arquidiocese de Belo Horizonte (1924) | Diocese de Divinópolis | 1958    |

#### Província Eclesiástica de Pouso Alegre
| Mapa e Brasão da Arquidiocese       | Dioceses Sufragâneas | Criação |
| ----------------------------------- | -------------------- | ------- |
| Arquidiocese de Pouso Alegre (1962) | Diocese de Campanha  | 1907    |
| Arquidiocese de Pouso Alegre (1962) | Diocese de Guaxupé   | 1916    |

#### Província Eclesiástica de Uberaba
| Mapa e Brasão da Arquidiocese  | Dioceses Sufragâneas      | Criação |
| ------------------------------ | ------------------------- | ------- |
| Arquidiocese de Uberaba (1962) | Diocese de Patos de Minas | 1955    |
| Arquidiocese de Uberaba (1962) | Diocese de Uberlândia     | 1961    |
| Arquidiocese de Uberaba (1962) | Diocese de Ituiutaba      | 1982    |

#### Província Eclesiástica de Juiz de Fora
| Mapa e Brasão da Arquidiocese       | Dioceses Sufragâneas        | Criação |
| ----------------------------------- | --------------------------- | ------- |
| Arquidiocese de Juiz de Fora (1962) | Diocese de Leopoldina       | 1942    |
| Arquidiocese de Juiz de Fora (1962) | Diocese de São João del Rei | 1960    |

#### Província Eclesiástica de Montes Claros
| Mapa e Brasão da Arquidiocese        | Dioceses Sufragâneas | Criação |
| ------------------------------------ | -------------------- | ------- |
| Arquidiocese de Montes Claros (2001) | Diocese de Januária  | 1957    |
| Arquidiocese de Montes Claros (2001) | Diocese de Paracatu  | 1962    |
| Arquidiocese de Montes Claros (2001) | Diocese de Janaúba   | 2000    |

### LESTE 3 (ES)
- Presidente: Lauro Sérgio Versiani Barbosa
- Vice-Presidente: Luiz Fernando Lisboa
- Secretário: Andherson Franklin Lustoza de Souza
- Secretário Executivo: Pe. Renato Criste Covre

#### Província Eclesiástica de Vitória
| Mapa e Brasão da Arquidiocese  | Dioceses Sufragâneas               | Criação |
| ------------------------------ | ---------------------------------- | ------- |
| Arquidiocese de Vitória (1958) | Diocese de São Mateus              | 1958    |
| Arquidiocese de Vitória (1958) | Diocese de Cachoeiro de Itapemirim | 1958    |
| Arquidiocese de Vitória (1958) | Diocese de Colatina                | 1990    |

### CENTRO-OESTE (GO, MT, DF)
- Presidente: Waldemar Passini Dalbello
- Vice-Presidente: Giovani Carlos Caldas Barroca
- Secretário: Francisco Agamenilton Damascena
- Secretário Executivo: Pe. Eduardo Luiz de Rezende, CSSR

#### Província Eclesiástica de Goiânia
| Mapa e Brasão da Arquidiocese  | Dioceses Sufragâneas                | Criação |
| ------------------------------ | ----------------------------------- | ------- |
| Arquidiocese de Goiânia (1956) | Diocese de Goiás                    | 1826    |
| Arquidiocese de Goiânia (1956) | Diocese de Jataí                    | 1956    |
| Arquidiocese de Goiânia (1956) | Diocese de Ipameri                  | 1966    |
| Arquidiocese de Goiânia (1956) | Diocese de Anápolis                 | 1966    |
| Arquidiocese de Goiânia (1956) | Diocese de Itumbiara                | 1966    |
| Arquidiocese de Goiânia (1956) | Diocese de Rubiataba-Mozarlândia    | 1966    |
| Arquidiocese de Goiânia (1956) | Diocese de São Luís de Montes Belos | 1981    |

#### Província Eclesiástica de Brasília
| Mapa e Brasão da Arquidiocese   | Dioceses Sufragâneas | Criação |
| ------------------------------- | -------------------- | ------- |
| Arquidiocese de Brasília (1966) | Diocese de Uruaçu    | 1956    |
| Arquidiocese de Brasília (1966) | Diocese de Formosa   | 1979    |
| Arquidiocese de Brasília (1966) | Diocese de Luziânia  | 1989    |

### OESTE I (MS)
- Presidente: Ettore Dotti
- Vice-Presidente: Henrique Aparecido de Lima
- Secretário: Otair Nicoletti
- Secretário Executivo: Pe. André Márcio Nogueira de Souza

#### Província Eclesiástica de Campo Grande
| Mapa e Brasão da Arquidiocese       | Dioceses Sufragâneas   | Criação |
| ----------------------------------- | ---------------------- | ------- |
| Arquidiocese de Campo Grande (1978) | Diocese de Corumbá     | 1910    |
| Arquidiocese de Campo Grande (1978) | Diocese de Dourados    | 1957    |
| Arquidiocese de Campo Grande (1978) | Diocese de Três Lagoas | 1978    |
| Arquidiocese de Campo Grande (1978) | Diocese de Coxim       | 1978    |
| Arquidiocese de Campo Grande (1978) | Diocese de Jardim      | 1981    |
| Arquidiocese de Campo Grande (1978) | Diocese de Naviraí     | 2011    |

### OESTE II (MT)
- Presidente: Vital Chitolina
- Vice-Presidente: Maurício da Silva Jardim
- Secretário: Jacy Diniz Rocha
- Secretário Executivo: Pe. Reinaldo Braga Junior

#### Província Eclesiástica de Cuiabá
| Mapa e Brasão da Arquidiocese | Dioceses Sufragâneas                      | Criação |
| ----------------------------- | ----------------------------------------- | ------- |
| Arquidiocese de Cuiabá (1910) | Diocese de São Luiz de Cáceres            | 1910    |
| Arquidiocese de Cuiabá (1910) | Diocese de Diamantino                     | 1979    |
| Arquidiocese de Cuiabá (1910) | Diocese de Sinop                          | 1982    |
| Arquidiocese de Cuiabá (1910) | Diocese de Barra do Garças                | 1982    |
| Arquidiocese de Cuiabá (1910) | Diocese de Juína                          | 1997    |
| Arquidiocese de Cuiabá (1910) | Diocese de Rondonópolis-Guiratinga        | 2014    |
| Arquidiocese de Cuiabá (1910) | Diocese de Primavera do Leste-Paranatinga | 2014    |

### NOROESTE (RO, AC, AM)
- Presidente: Benedito Araújo
- Vice-Presidente: Norbert Hans Christoph Foerster
- Secretário: Antônio Fontinele de Melo
- Secretário Executivo:

#### Província Eclesiástica de Porto Velho
| Mapa e Brasão da Arquidiocese      | Dioceses Sufragâneas       | Criação |
| ---------------------------------- | -------------------------- | ------- |
| Arquidiocese de Porto Velho (1982) | Prelazia de Lábrea         | 1925    |
| Arquidiocese de Porto Velho (1982) | Diocese de Humaitá         | 1979    |
| Arquidiocese de Porto Velho (1982) | Diocese de Guajará-Mirim   | 1979    |
| Arquidiocese de Porto Velho (1982) | Diocese de Ji-Paraná       | 1983    |
| Arquidiocese de Porto Velho (1982) | Diocese de Rio Branco      | 1986    |
| Arquidiocese de Porto Velho (1982) | Diocese de Cruzeiro do Sul | 1987    |

### SUL 1 (SP)
- Presidente: Júlio Endi Akamine
- Vice-Presidente: Moacir Silva
- Secretário: Carlos Silva
- Secretário Executivo: Pe. Leando Megeto

#### Província Eclesiástica de São Paulo
| Mapa e Brasão da Arquidiocese    | Dioceses Sufragâneas           | Criação |
| -------------------------------- | ------------------------------ | ------- |
| Arquidiocese de São Paulo (1908) | Diocese de Santos              | 1924    |
| Arquidiocese de São Paulo (1908) | Diocese de Santo André         | 1954    |
| Arquidiocese de São Paulo (1908) | Diocese de Mogi das Cruzes     | 1962    |
| Arquidiocese de São Paulo (1908) | Diocese de Guarulhos           | 1981    |
| Arquidiocese de São Paulo (1908) | Diocese de Osasco              | 1989    |
| Arquidiocese de São Paulo (1908) | Diocese de Santo Amaro         | 1989    |
| Arquidiocese de São Paulo (1908) | Diocese de Campo Limpo         | 1989    |
| Arquidiocese de São Paulo (1908) | Diocese de São Miguel Paulista | 1989    |

#### Província Eclesiástica de Botucatu
| Mapa e Brasão da Arquidiocese   | Dioceses Sufragâneas           | Criação |
| ------------------------------- | ------------------------------ | ------- |
| Arquidiocese de Botucatu (1958) | Diocese de Lins                | 1926    |
| Arquidiocese de Botucatu (1958) | Diocese de Assis               | 1928    |
| Arquidiocese de Botucatu (1958) | Diocese de Marília             | 1952    |
| Arquidiocese de Botucatu (1958) | Diocese de Presidente Prudente | 1960    |
| Arquidiocese de Botucatu (1958) | Diocese de Bauru               | 1964    |
| Arquidiocese de Botucatu (1958) | Diocese de Araçatuba           | 1994    |
| Arquidiocese de Botucatu (1958) | Diocese de Ourinhos            | 1998    |

#### Província Eclesiástica de Campinas
| Mapa e Brasão da Arquidiocese   | Dioceses Sufragâneas         | Criação |
| ------------------------------- | ---------------------------- | ------- |
| Arquidiocese de Campinas (1958) | Diocese de São Carlos        | 1908    |
| Arquidiocese de Campinas (1958) | Diocese de Bragança Paulista | 1925    |
| Arquidiocese de Campinas (1958) | Diocese de Piracicaba        | 1944    |
| Arquidiocese de Campinas (1958) | Diocese de Limeira           | 1976    |
| Arquidiocese de Campinas (1958) | Diocese de Amparo            | 1997    |
| Arquidiocese de Campinas (1958) | Diocese de Jaú               | 2024    |

#### Província Eclesiástica de Ribeirão Preto
| Mapa e Brasão da Arquidiocese         | Dioceses Sufragâneas   | Criação |
| ------------------------------------- | ---------------------- | ------- |
| Arquidiocese de Ribeirão Preto (1958) | Diocese de Jaboticabal | 1929    |
| Diocese de São João da Boa Vista      | 1960                   |         |
| Diocese de Franca                     | 1971                   |         |

#### Província Eclesiástica de Aparecida
| Mapa e Brasão da Arquidiocese    | Dioceses Sufragâneas           | Criação |
| -------------------------------- | ------------------------------ | ------- |
| Arquidiocese de Aparecida (1958) | Diocese de Taubaté             | 1908    |
| Arquidiocese de Aparecida (1958) | Diocese de Lorena              | 1937    |
| Arquidiocese de Aparecida (1958) | Diocese de São José dos Campos | 1981    |
| Arquidiocese de Aparecida (1958) | Diocese de Caraguatatuba       | 1999    |

#### Província Eclesiástica de Sorocaba
| Mapa e Brasão da Arquidiocese   | Dioceses Sufragâneas    | Criação |
| ------------------------------- | ----------------------- | ------- |
| Arquidiocese de Sorocaba (1992) | Diocese de Jundiaí      | 1966    |
| Arquidiocese de Sorocaba (1992) | Diocese de Itapeva      | 1968    |
| Arquidiocese de Sorocaba (1992) | Diocese de Registro     | 1974    |
| Arquidiocese de Sorocaba (1992) | Diocese de Itapetininga | 1998    |

#### Província Eclesiástica de São José do Rio Preto
| Mapa e Brasão da Arquidiocese                | Dioceses Sufragâneas   | Criação |
| -------------------------------------------- | ---------------------- | ------- |
| Arquidiocese de São José do Rio Preto (2025) | Diocese de Barretos    | 1973    |
| Arquidiocese de São José do Rio Preto (2025) | Diocese de Catanduva   | 2000    |
| Arquidiocese de São José do Rio Preto (2025) | Diocese de Jales       | 1959    |
| Arquidiocese de São José do Rio Preto (2025) | Diocese de Votuporanga | 2016    |

### SUL 2 (PR)
- Presidente: Geremias Steinmetz
- Vice-Presidente: Amilton Manoel da Silva
- Secretário: Mário Spaki
- Secretário Executivo: Pe. Valdecir Badzinski

#### Província Eclesiástica de Curitiba
| Mapa e Brasão da Arquidiocese   | Dioceses Sufragâneas            | Criação |
| ------------------------------- | ------------------------------- | ------- |
| Arquidiocese de Curitiba (1926) | Diocese de Ponta Grossa         | 1926    |
| Arquidiocese de Curitiba (1926) | Diocese de Paranaguá            | 1962    |
| Arquidiocese de Curitiba (1926) | Diocese de Guarapuava           | 1965    |
| Arquidiocese de Curitiba (1926) | Diocese de União da Vitória     | 1976    |
| Arquidiocese de Curitiba (1926) | Diocese de São José dos Pinhais | 2006    |

#### Província Eclesiástica de Londrina
| Mapa e Brasão da Arquidiocese   | Dioceses Sufragâneas         | Criação |
| ------------------------------- | ---------------------------- | ------- |
| Arquidiocese de Londrina (1970) | Diocese de Jacarezinho       | 1926    |
| Arquidiocese de Londrina (1970) | Diocese de Apucarana         | 1962    |
| Arquidiocese de Londrina (1970) | Diocese de Cornélio Procópio | 1965    |

#### Província Eclesiástica de Maringá
| Mapa e Brasão da Arquidiocese  | Dioceses Sufragâneas    | Criação |
| ------------------------------ | ----------------------- | ------- |
| Arquidiocese de Maringá (1979) | Diocese de Campo Mourão | 1926    |
| Arquidiocese de Maringá (1979) | Diocese de Paranavaí    | 1962    |
| Arquidiocese de Maringá (1979) | Diocese de Umuarama     | 1965    |

#### Província Eclesiástica de Cascavel
| Mapa e Brasão da Arquidiocese   | Dioceses Sufragâneas                  | Criação |
| ------------------------------- | ------------------------------------- | ------- |
| Arquidiocese de Cascavel (1979) | Diocese de Palmas e Francisco Beltrão | 1958    |
| Arquidiocese de Cascavel (1979) | Diocese de Toledo                     | 1959    |
| Arquidiocese de Cascavel (1979) | Diocese de Foz do Iguaçu              | 1978    |

### Sul 3 (RS)
- Presidente: Leomar Antônio Brustolin
- Vice-Presidente: Cleonir Paulo Dalbosco
- Secretário: Carlos Rômulo Gonçalves e Silva
- Secretário Executivo: Pe. Rogério Ferraz de Andrade

#### Província Eclesiástica de Porto Alegre
| Mapa e Brasão da Arquidiocese       | Dioceses Sufragâneas     | Criação |
| ----------------------------------- | ------------------------ | ------- |
| Arquidiocese de Porto Alegre (1910) | Diocese de Caxias do Sul | 1934    |
| Arquidiocese de Porto Alegre (1910) | Diocese de Novo Hamburgo | 1980    |
| Arquidiocese de Porto Alegre (1910) | Diocese de Osório        | 1999    |
| Arquidiocese de Porto Alegre (1910) | Diocese de Montenegro    | 2008    |

#### Província Eclesiástica de Passo Fundo
| Mapa e Brasão da Arquidiocese      | Dioceses Sufragâneas            | Criação |
| ---------------------------------- | ------------------------------- | ------- |
| Arquidiocese de Passo Fundo (2011) | Diocese de Vacaria              | 1957    |
| Arquidiocese de Passo Fundo (2011) | Diocese de Frederico Westphalen | 1961    |
| Arquidiocese de Passo Fundo (2011) | Diocese de Erechim              | 1971    |

#### Província Eclesiástica de Pelotas
| Mapa e Brasão da Arquidiocese  | Dioceses Sufragâneas  | Criação |
| ------------------------------ | --------------------- | ------- |
| Arquidiocese de Pelotas (2011) | Diocese de Bagé       | 1960    |
| Arquidiocese de Pelotas (2011) | Diocese de Rio Grande | 1971    |

#### Província Eclesiástica de Santa Maria
| Mapa e Brasão da Arquidiocese      | Dioceses Sufragâneas         | Criação |
| ---------------------------------- | ---------------------------- | ------- |
| Arquidiocese de Santa Maria (2011) | Diocese de Uruguaiana        | 1910    |
| Arquidiocese de Santa Maria (2011) | Diocese de Santa Cruz do Sul | 1959    |
| Arquidiocese de Santa Maria (2011) | Diocese de Santo Ângelo      | 1961    |
| Arquidiocese de Santa Maria (2011) | Diocese de Cruz Alta         | 1973    |
| Arquidiocese de Santa Maria (2011) | Diocese de Cachoeira do Sul  | 1991    |

### SUL 4 (SC)
- Presidente: Odelir José Magri
- Vice-Presidente: Cleocir Bonetti
- Secretário: Onécimo Alberton
- Secretário Executivo: Pe. Antonio Marcos Machado Madeira

#### Província Eclesiástica de Florianópolis
| Mapa e Brasão da Arquidiocese        | Dioceses Sufragâneas | Criação |
| ------------------------------------ | -------------------- | ------- |
| Arquidiocese de Florianópolis (1927) | Diocese de Tubarão   | 1954    |
| Arquidiocese de Florianópolis (1927) | Diocese de Criciúma  | 1998    |

#### Província Eclesiástica de Chapecó
| Mapa e Brasão da Arquidiocese  | Dioceses Sufragâneas | Criação |
| ------------------------------ | -------------------- | ------- |
| Arquidiocese de Chapecó (2024) | Diocese de Lages     | 1927    |
| Arquidiocese de Chapecó (2024) | Diocese de Caçador   | 1968    |
| Arquidiocese de Chapecó (2024) | Diocese de Joaçaba   | 1975    |

#### Província Eclesiástica de Joinville
| Mapa e Brasão da Arquidiocese    | Dioceses Sufragâneas  | Brasão |
| -------------------------------- | --------------------- | ------ |
| Arquidiocese de Joinville (2024) | Diocese de Rio do Sul | 1968   |
| Arquidiocese de Joinville (2024) | Diocese de Blumenau   | 2000   |

## Igrejas Católicas Orientais
| Mapa e Brasão da Jurisdição responsável              | Jurisdição                                                      | Brasão                   |
| Igreja Católica Maronita                             | Igreja Católica Maronita                                        | Igreja Católica Maronita |
| ---------------------------------------------------- | --------------------------------------------------------------- | ------------------------ |
| Eparquia de Nossa Senhora do Líbano em São Paulo     |                                                                 |                          |
| Igreja Greco-Católica Melquita                       |                                                                 |                          |
| Eparquia de Nossa Senhora do Paraíso em São Paulo    |                                                                 |                          |
| Igreja Greco-Católica Ucraniana                      |                                                                 |                          |
| Arquieparquia de São João Batista em Curitiba        | Eparquia da Imaculada Conceição em Prudentópolis dos Ucranianos |                          |
| Arquieparquia de São João Batista em Curitiba        |                                                                 |                          |
| Igreja Católica Armênia                              |                                                                 |                          |
| Exarcado Apostólico da América Latina e México       |                                                                 |                          |
| Ordinariato para os Fiéis de Rito Oriental           |                                                                 |                          |
| Ordinariato para os Fiéis de Rito Oriental no Brasil |                                                                 |                          |

## Outras Jurisdições
| Mapa e Brasão da Jurisdição responsável                 | Jurisdição          | Brasão              |
| Ordinariato Militar                                     | Ordinariato Militar | Ordinariato Militar |
| ------------------------------------------------------- | ------------------- | ------------------- |
| Ordinariato Militar do Brasil                           |                     |                     |
| Administração Apostólica Pessoal                        |                     |                     |
| Administração Apostólica Pessoal São João Maria Vianney |                     |                     |

## Estatísticas
| Tipo de circunscrição            | 2010 | 2013 | 2014 | 2022 | 2023 | 2024 | 2025 |
| Arquidioceses                    | 41   | 44   | 44   | 45   | 45   | 47   | 48   |
| Arquieparquias                   | 0    | 0    | 1    | 1    | 1    | 1    | 1    |
| Dioceses                         | 209  | 214  | 214  | 217  | 219  | 218  | 217  |
| Eparquias                        | 3    | 3    | 3    | 3    | 3    | 3    | 3    |
| Prelazias                        | 12   | 10   | 9    | 8    | 7    | 7    | 7    |
| Exarcados                        | 1    | 1    | 1    | 1    | 1    | 1    | 1    |
| Ordinariato oriental             | 1    | 1    | 1    | 1    | 1    | 1    | 1    |
| Ordinariato Militar              | 1    | 1    | 1    | 1    | 1    | 1    | 1    |
| Administração apostólica Pessoal | 1    | 1    | 1    | 1    | 1    | 1    | 1    |
| Total                            | 269  | 275  | 275  | 278  | 279  | 280  | 280  |

Em janeiro de 2023, foi criada a Diocese de Araguaína. Assim, a quantidade de dioceses passou de 217 para 219; a quantidade de prelazias, de 8 para 7; e o total de circunscrições, de 278 para 279.
No dia 26 de junho de 2024, o Papa Francisco criou a nova Diocese de Jaú elevando o número de igrejas particulares no Brasil para 280, sendo 220 dioceses. Já em 5 de novembro de 2024, as dioceses de Joinville e Chapecó, no estado de Santa Catarina, foram elevadas à dignidade de Províncias Eclesiásticas. Assim, o número de Arquidioceses no Brasil pulou de 45 para 47 e número de dioceses caiu para 218.
Em 22 de maio de 2025, a diocese de São José do Rio Preto foi elevada à dignidade de Província Eclesiástica. Com isso, o número de Arquidioceses no Brasil subiu para 48 e o número de dioceses caius para 217.

## Catedrais
Algumas catedrais notáveis:
- Catedral Metropolitana de São Paulo (SP)
- Catedral Basílica de Nossa Senhora Aparecida (SP)
- Catedral Metropolitana de Salvador (BA)
- Catedral Metropolitana de Brasília (DF)
- Catedral Metropolitana de Manaus (AM)
- Catedral Basílica de Nossa Senhora da Assunção (PA)